# Рідне Закарпаття
«Рідне Закарпаття» — українська політична регіональна партія, створена 24 жовтня 2018 року. Деякий час партія була знана як «Київська громада», але в лютому 2020 року партію було перейменовано на «Рідне Закарпаття». У створенні нової регіональної політичної сили брали участь чотири народні депутати від Закарпатської області: Роберт Горварт, Валерій Лунченко, Василь Петьовка і Владислав Поляк.
Партія фінансувалася жителем Ужгорода Олександром Тернавським, а також Андрієм Шерегієм і мукачівським підприємцем Владиславом Поповичем, які надали партії понад 100 000 гривень. Решта внескодавців надсилали суми у межах 50 000 гривень.
Партія вважає свою ідеологію в першу чергу орієнтованою на патріотизм.

## Діяльність
У серпні 2020 року партія оголосила, що братиме участь на місцевих виборах.
За даними соціологічного дослідження групи «Рейтинг», станом на серпень 2020 року більш ніж половина закарпатців мали намір підтримати на виборах саме регіональну партію, якою себе позиціювала «Рідне Закарпаття».
20 вересня регіональний осередок партії «Рідне Закарпаття» провів в Мукачево збори з висунення кандидатів на місцеві вибори.
Перед місцевими виборами, що відбулися 25 жовтня, партія «Рідне Закарпаття» піднялася на перше місце в партійних рейтингах в Закарпатській області. Про це свідчать соціологічні дані на кінець вересня, коли 19,8 % виборців були готові підтримати партію в серпні й 28,1 % у вересні.
Партія витратила понад 4,4 тис. долларів на рекламу в Facebook в період з липня по вересень 2020 року. У фінансовому звіті партії за третій квартал 2020 року відповідних витрат не було. Загальні витрати партії на передвиборчу кампанію на місцевих виборах склали 1 624 506,54 гривень.
У результаті місцевих виборів партія отримала 59 845 голосів (17,78 % від усіх голосів) і здобула 347 депутатських мандатів у різних радах Закарпаття, досягнувши найвищого результату у Закарпатській області.
У Закарпатській обласній раді партія отримала абсолютну більшість — 12 мандатів. У міських радах Закарпаття партія отримала 64 мандати. У селищних радах партія отримала 82 мандати, а в сільських радах — 138 мандатів.